# Hunterz
Hunterz ist ein englischer Musiker mit Einflüssen aus der arabischen Musikwelt und dem Bhangra.
Nachdem er mit Slave II Fusion eines der erfolgreichsten englischen Alben des Jahres 2000 mitproduziert hat, erschien 2003 mit dem Album No Limits sein eigenständiges Produktionsdebüt, auf dem er allerdings nicht sang.
Sein Gesangsdebüt kam 2003 mit dem Bhangra-Album Most wanted. Darauf befindet sich auch das Duett Aaja Kurhiye, dass er mit dem legendären Sänger Hans Raj Hans, der ein Familienmitglied von Hunterz ist und den er seit frühester Kindheit kennt, aufgenommen hat.
Laut Aussage von Hunterz ist Nusrat Fateh Ali Khan eines seiner größten Vorbilder. Er studiert seine Gesangsweise sehr intensiv und möchte sich auch in Zukunft ausgiebig damit beschäftigen. Eventuell wird er ihm sogar ein Tribute-Album widmen, die dazu notwendigen Verhandlungen mit den Plattenfirmen laufen gerade.
Das zweite von ihm veröffentlichte Album trägt den Namen Phat Trax Vol. 1: Blazin, fertiggestellt wurde es 2004. Es hat im Gegensatz zu Most Wanteds internationalem Stil eine eher urbane Ausrichtung. Die meisten Songs kontrastieren Hunterz' in Hindi gesungene Texte mit englischsprachigem Rapgesang. Mit auf dem Album vertreten sind Hunterz' Brüder Ishers und Vee sowie sein Cousin Chan.
Diese drei zählt er neben Nusrat Fateh Ali Khan zu denjenigen Menschen im Musikgeschäft, die er am meisten bewundert.
Im Dezember 2004 war Hunterz mit seinem Baby Girl Mix von Aap Ka Aana aus dem Film Kurukshetra auf dem Album Streets of Bollywood, einem Album mit Remixes von Bollywood-Songs, vertreten.
Außerdem produzierte er vier weitere Remixes von Bollywood-Songs für das Album Bollywood Breaks Vol. 1: Haare Haare, Tu Cheez, Dulhe Ka Sehra und Pehli Baar.
2005 schrieb er gemeinsam mit der britischen Reggae- und Popband UB40 den Song Reasons, den er im Zuge der weltweiten Live8-Konzerte gemeinsam mit UB40 und The Dhol Blasters im Londoner Hyde Park spielte.
Hunterz' Bruder Ishers veröffentlichte 1999 den Song Teriyan Eh Pyar Nishanian, der allerdings nur selten im Radio gespielt wurde. Er arbeitet derzeit an einem Soloalbum, dass wohl demnächst veröffentlicht wird.